# Bernard Garrett
Bernard S. Garrett Sr. (19 septembre 1925 - 9 septembre 1999) est un homme d'affaires, investisseur et banquier américain.

## Jeunesse et éducation
Garrett est né le 19 septembre 1925 à Willis, Texas. Avec sa première femme, Eunice ils déménagent à Inglewood, en Californie, et en 1958, Eunice a donné naissance à leur fils, Bernard Garrett Jr. Ils divorcent en 1959. Bernard rencontre Linda Marie Guillemette en 1960 et en 1962, ils se marient. En 1963, Bernard et Linda avaient acquis une multitude de biens immobiliers dans toute la Californie, y compris le prestigieux Bankers Building au centre-ville de Los Angeles, qu'ils ont acheté la même année. Ils se sont joints à la marche de Martin Luther King Jr. en août 1963 sur Washington pour l'emploi et la liberté.

## Carrière
Garrett a créé et dirigé une entreprise de nettoyage au Texas. En 1945, la famille déménage en Californie où Garrett crée une autre entreprise de nettoyage et une entreprise de collecte de vieux papiers.
Lorsque Garrett a voulu acheter un immeuble d'habitation dans un quartier blanc de Los Angeles, il a conclu un accord avec le propriétaire, M. Barker, qui, avec une banque, a prêté à Garrett de l'argent pour rénover les appartements. Garrett a réussi à louer les logements à des résidents noirs et à rembourser les prêts. M. Garrett et M. Barker ont formé un partenariat pour investir dans l'immobilier.
En 1954, Garrett pesait 1,5 million de dollars. Il propose à l'homme d'affaires noir Joseph B. Morris d'acheter ensemble des biens immobiliers. Diplômé de l'UCLA, Morris avait déjà possédé deux boîtes de nuit. Joe et sa femme Cora se lient d'amitié avec Linda et Bernard. Ensemble, ils achètent le Bankers Building, le plus haut bâtiment de Los Angeles. Garret et Morris ont mis en place une stratégie en faisant physiquement représenter leur empire par Linda, dont la peau était très claire, ainsi que par des personnes blanches. De ce fait, quiconque ne pouvait savoir qu’ils étaient les propriétaires et les exploitants réels de tous ces biens immobiliers.
Morris et Garrett ont ensuite acheté plusieurs banques et caisses d'épargne et de crédit au Texas. Ils ont acquis leur première banque au Texas en 1964, puis ont acheté quatre autres banques et caisses d'épargne et de crédit. Les démocrates racistes ont fini par trouver un moyen d'arrêter le contrôle croissant des Garrett sur les banques blanches du Texas. Le sénateur John L. McClellan de l'Arkansas a fait comparaître Garrett devant la commission d'enquête du Sénat en 1965. Les Garrett ont engagé les avocats Melvin Belli - qui avait défendu Jack Ruby - et Joe Tonahill pour le défendre. Bernard Garrett a été condamné en 1967 à un séjour au Terminal Island Federal Facility à Long Beach, en Californie, peu après la naissance de sa seconde fille, Sheila.
Les Garrett ont construit un autre empire immobilier pour investir dans le pays nouvellement indépendant des Bahamas. En 1976, ils ont déménagé leur famille de six enfants aux Bahamas pour gérer une grande marina qu'ils avaient achetée, tout en attendant l'approbation d'une charte bancaire pour posséder des banques aux Bahamas. Les Garrett espéraient posséder des banques aux Bahamas, mais ils se sont heurtés à un refus d'octroi de charte bancaire en raison de la condamnation pour racisme prononcée antérieurement au Texas par M. Garrett. Ils sont finalement rentrés aux États-Unis.

## Vie privée
Bernard et Linda Garrett ont eu six enfants. Le couple a divorcé en 1977-78. Garrett a ensuite épousé Kathy Ussery. Ils ont eu deux fils. Garrett est décédé en 1999
Bernard Garrett est le père de l'actrice et philanthrope Cynthia Garrett et de l'investisseur en capital-risque Christian Garrett,[pas clair].

## Héritage
Garrett and Morris's a été adapté dans le film acclamé par la critique de 2020 The Banker.
Garrett a construit un portefeuille immobilier et bancaire d'une valeur de plusieurs dizaines de millions de dollars. Ce qui équivaut à bien plus de 100 millions de dollars actuels dollars.
En 2020, la famille a créé la Bernard Garrett Sr. Foundation, une fondation publique axée sur l'éducation financière et les opportunités pour les Afro-Américains.